# Curtiss-Wright CW-15
Il Curtiss-Wright CW-15 Sedan fu un aereo da trasporto civile passeggeri/utility monomotore, quadriposto e monoplano ad ala alta sviluppato dall'azienda aeronautica statunitense Curtiss-Wright nei primi anni trenta e commercializzato, oltre che dalla stessa, attraverso il marchio Travel Air dopo l'acquisizione dell'omonima azienda da parte della Curtiss-Wright.
Concettualmente ispirato al precedente Travel Air 10, del quale conservava le soluzioni tecniche come la cabina di pilotaggio chiusa e la controventatura del piano alare, era destinato al mercato dell'aviazione turistica da diporto e da trasporto passeggeri, dove trovò un buon riscontro commerciale.

## Tecnica
Il CW-15 era un modello dall'impostazione convenzionale. La cellula era costituita da una fusoliera a sezione rettangolare che integrava la cabina di pilotaggio quadriposto, con le due coppie di sedili affiancati in due file, chiusa da finestrature laterali e con parabrezza inclinato. Posteriormente terminava in un impennaggio classico monoderiva con i piani orizzontali controventati.
La configurazione alare era monoplana, caratterizzata dal piano alare posizionato alto sulla fusoliera collegato a questa nella sua parte inferiore da una coppia di robuste aste di controvento.
Il carrello d'atterraggio era un semplice biciclo anteriore fisso, con elementi ammortizzanti e dotati, a seconda delle esigenze del cliente, di ruote equipaggiate con pneumatici a bassa pressione, adatti all'atterraggio su terreni sconnessi, o tradizionali, integrato posteriormente da un ruotino d'appoggio posizionato sotto la coda.
Per la propulsione era disponibile una varietà di scelte di motore, anche in questo caso in base alle preferenze del committente, tutti dall'architettura radiale e raffreddati ad aria.

## Versioni e varianti
CW-15C
versione motorizzata con un radiale Curtiss Challenger e realizzata in 9 esemplari.
CW-15D
versione motorizzata con un radiale Wright R-760, realizzata in 3 esemplari.
CW-15N
versione motorizzata con un radiale Kinner C-5, realizzata in 3 esemplari.